# Leutascher Ache
Die Leutascher Ache, im Oberlauf Gaistalbach, im bayrischen Abschnitt Leutasch genannt, ist ein linker Nebenfluss der Isar, der in Tirol und zu einem kleinen Teil in Bayern verläuft.

## Verlauf
Die Leutascher Ache entspringt nördlich von Igelskopf und Breitenkopf im Mieminger Gebirge im Gemeindegebiet von Ehrwald und verläuft anfangs Richtung Norden. Nach rund einem Kilometer nimmt sie das Wasser aus dem Igelsee auf und fließt nach Osten durch das Gaistal, zwischen Wettersteingebirge und Mieminger Gebirge hindurch (auf Mieminger und Wildermieminger Gemeindegebiet). Bei Leutasch wendet sie sich nach Nordosten, durchfließt das Leutaschtal, ein Hochtal, und mündet nach der Leutaschklamm (Geisterklamm) bei Mittenwald (Bayern) in die Isar.

## Einzugsgebiet und Wasserführung
Die Leutascher Ache entwässert ein Einzugsgebiet von 110,85 km², der höchste Punkt darin ist der Hochplattig mit 2768 m ü. A.
Der mittlere Abfluss am Pegel Klamm, 16,4 km oberhalb der Mündung, beträgt 1,40 m³/s, was einer Abflussspende von 31,1 l/s·km² entspricht (Reihe 1984–2009). Die Leutascher Ache weist ein ausgeprägtes gemäßigt-nivales Abflussregime auf, wie es für einen Gebirgsbach ohne Gletschereinfluss typisch ist. Der mittlere Abfluss ist im wasserreichsten Monat Mai (3,02 m³/s) mehr als sieben Mal höher als im wasserärmsten Monat Februar (0,41 m³/s).

## Ökologie
Der Lauf der Leutascher Ache ist relativ naturnah, ihr ökologischer Zustand wird außer in den unmittelbaren Siedlungsgebieten als sehr gut bis gut bewertet. Die Sohle ist außerhalb der Siedlungsbereiche unverbaut, die Ufer sind punktuell, im Siedlungsbereich durchgehend verbaut. Die Leutascher Ache zählt zu den saubersten Fließgewässern Tirols, sie weist im gesamten Verlauf Gewässergüteklasse I auf.

## Geschichte
Die Leutascher Ache ist urkundlich früh belegt. 1177 wird sie in einer Traditionsnotiz zugunsten des früheren Augustinerchorherrstifts Polling als „aqua que dicitur Livtaske“ genannt.
Das am Oberlauf errichtete Elektrizitätswerk Leutasch liegt mit Stand 2025 still. In der Geisterklamm wurde ein Steg aus Metall und Glas zum Durchwandernern errichtet. 2025 wird ein Kraftwerksprojekt betrieben, das Wasser aus dem Oberlauf ausleiten, in einem grob 5 km langen Stollen bis nach Deutschland leiten und dort 95 Höhenmeter Gefälle abarbeiten soll.